# Sirococcus strobilinus
Sirococcus strobilinus är en svampart som beskrevs av Preuss 1853. Sirococcus strobilinus ingår i släktet Sirococcus, ordningen Diaporthales, klassen Sordariomycetes, divisionen sporsäcksvampar och riket svampar.   Inga underarter finns listade i Catalogue of Life.